# Вьетнамско-китайские отношения
Вьетнамско-китайские отношения — двусторонние дипломатические отношения между Вьетнамом и Китаем. Характеризуются ныне как «всестороннее стратегическое сотрудничество и партнёрство» (2010). Протяжённость государственной границы между странами составляет 1297 км. Китай является членом БРИКС, в то время как Вьетнам является страной-партнëром. 

## История
Китай и Вьетнам традиционно враждовали друг с другом. После тысячелетнего китайского владычества в X веке н. э. Вьетнам сумел обрести независимость, однако в дальнейшем между государствами имели место ещё несколько конфликтов. В конце XIX и первой половине XX века Китай и Вьетнам были в некоторой степени объединены борьбой против европейского колониализма, а затем — коммунистической идеологией. В период Второй мировой войны, когда деятельность коммунистов была объявлена во Франции (чьей колонией в то время являлся Индокитай) вне закона, будущий основатель современного вьетнамского государства Хо Ши Мин и другие активисты вьетнамской коммунистической партии нашли прибежище на территории Китая.
Китай оказал существенную поддержку Вьетминю в его вооружённой борьбе с Францией, в результате которой Вьетнам вновь получил независимость. Значительная военная (включая отправку инженерных и зенитных соединений) и экономическая помощь была оказана Китаем  коммунистическому Северному Вьетнаму также в период Вьетнамской войны.

### Холодная война
Наряду с Советским Союзом, коммунистический Китай был важным стратегическим союзником Северного Вьетнама во время Вьетнамской войны. Китай поставлял в Северный Вьетнам оружие и предметы первой необходимости, а также оказывал помощь в военной подготовке персонала. Тем не менее, вьетнамские коммунисты с подозрением относились к попытке Китая увеличить влияние во Вьетнаме. В 1960-х годах Вьетнам был частью идеологической войны во время китайско-советского раскола. После инцидента в Тонкинском заливе в 1964 году, Дэн Сяопин тайно пообещал выделить Северному Вьетнаму 1,000,000,000 юаней в виде военной и экономической помощи, при условии, что вьетнамцы откажутся от всех видов советской поддержки. Во время вьетнамской войны, северные вьетнамцы и китайцы решили отложить решение территориальных споров до тех пор, пока Южный Вьетнам не будет побежден.

### Китайско-вьетнамская война
В начале 1979 года на китайско-вьетнамской границе постоянно происходили вооружённые инциденты, провоцируемые китайской стороной. Подготовка к войне продолжалась несколько месяцев. Окончательное решение о начале боевых действий Политбюро ЦК КПК приняло 9 февраля. У границы с Вьетнамом были сосредоточены внушительные силы (по советским данным): 44 дивизии общей численностью 600 000 человек личного состава. Однако из этой группировки на территорию Вьетнама вторглись лишь 250 000 военнослужащих. С вьетнамской стороны им противостояли войска общей численностью до 100 000 человек, причём в первой линии обороны у вьетнамцев находились только пограничные войска и подразделения народного ополчения. Регулярные части Вьетнамской народной армии (ВНА) располагались во второй линии для защиты района Ханоя и Хайфона, но в ходе войны некоторые из них были выдвинуты к границе и приняли участие в боях. Численное превосходство китайцев в некоторой степени компенсировалось тем, что многие вьетнамские ополченцы и военнослужащие уже имели боевой опыт.
Обе стороны объявили о своей победе в войне. Вьетнам заявил (его точка зрения была поддержана советскими источниками), что успешно отразил китайскую агрессию, нанеся противнику тяжёлые потери. Ряд западных исследователей также высказывал мнение, что война для Китая оказалась провальной. В то же время существуют и другие оценки.
Основная сложность при попытке подведения итогов китайско-вьетнамской войны заключается в том, что политические цели китайского руководства в ней до сих пор неясны. Ситуация с военными целями проще — по свидетельству пленных китайских солдат, их было три:
- захватить в короткие сроки значительную часть территории Вьетнама, включая провинциальные центры Лаокай, Каобанг, Лангшон;
- нанести противнику максимальные потери, подорвав его обороноспособность;
- нанести Вьетнаму максимальный экономический ущерб.

С этими свидетельствами перекликается мнение индийского исследователя полковника Бакши, указывающего, что Китай вёл ограниченную войну, в рамках которой намеревался захватить приграничные территории и тем самым заставить Вьетнам ввести в бой свои основные силы, которые и планировалось уничтожить.
Военный успех Китая был частичным. Намеченные провинциальные центры и приграничные территории были захвачены, но на это ушло гораздо больше времени, чем ожидалось. Всем промышленным и хозяйственным объектам Вьетнама на этих территориях был нанесён крупный ущерб. Но основную тяжесть боевых действий вынесло на себе вьетнамское ополчение, тогда как основные силы ВНА использовались ограниченно. В этом китайские планы потерпели неудачу. Собственные потери НОАК, вне зависимости от разницы в оценках, оказались довольно большими. Война продемонстрировала слабость и отсталость НОАК, всё ещё придерживавшейся концепции «народной войны» Мао Цзэдуна. Выявилась слабая подготовка командного состава, низкая мобильность частей (вследствие слабой оснащённости транспортными средствами и больших проблем с тыловым снабжением), отсутствие современного вооружения и средств связи. Существует мнение, что одной из целей Дэн Сяопина, выступавшего за модернизацию китайской армии, было продемонстрировать более консервативной части китайского руководства невозможность ведения современной войны старыми методами. Действительно, вскоре после войны началась глубокая модернизация НОАК. Впрочем, вьетнамская армия также продемонстрировала свои недостатки, в частности, безынициативность и недостаточную подготовленность своего командования.

### Современная эпоха
После распада Советского Союза и вывода вьетнамских войск из Камбоджи в 1990 году отношения между Китаем и Вьетнамом значительно улучшились. В 2000 году Вьетнам и Китай успешно разрешили территориальный спор вокруг своей сухопутной и морской границ. В 2002 году Цзян Цзэминь совершил официальный визит во Вьетнам, где подписал многочисленные соглашения по расширению торговли и сотрудничества, а также по урегулированию нерешенных вопросов.

## Торговые отношения

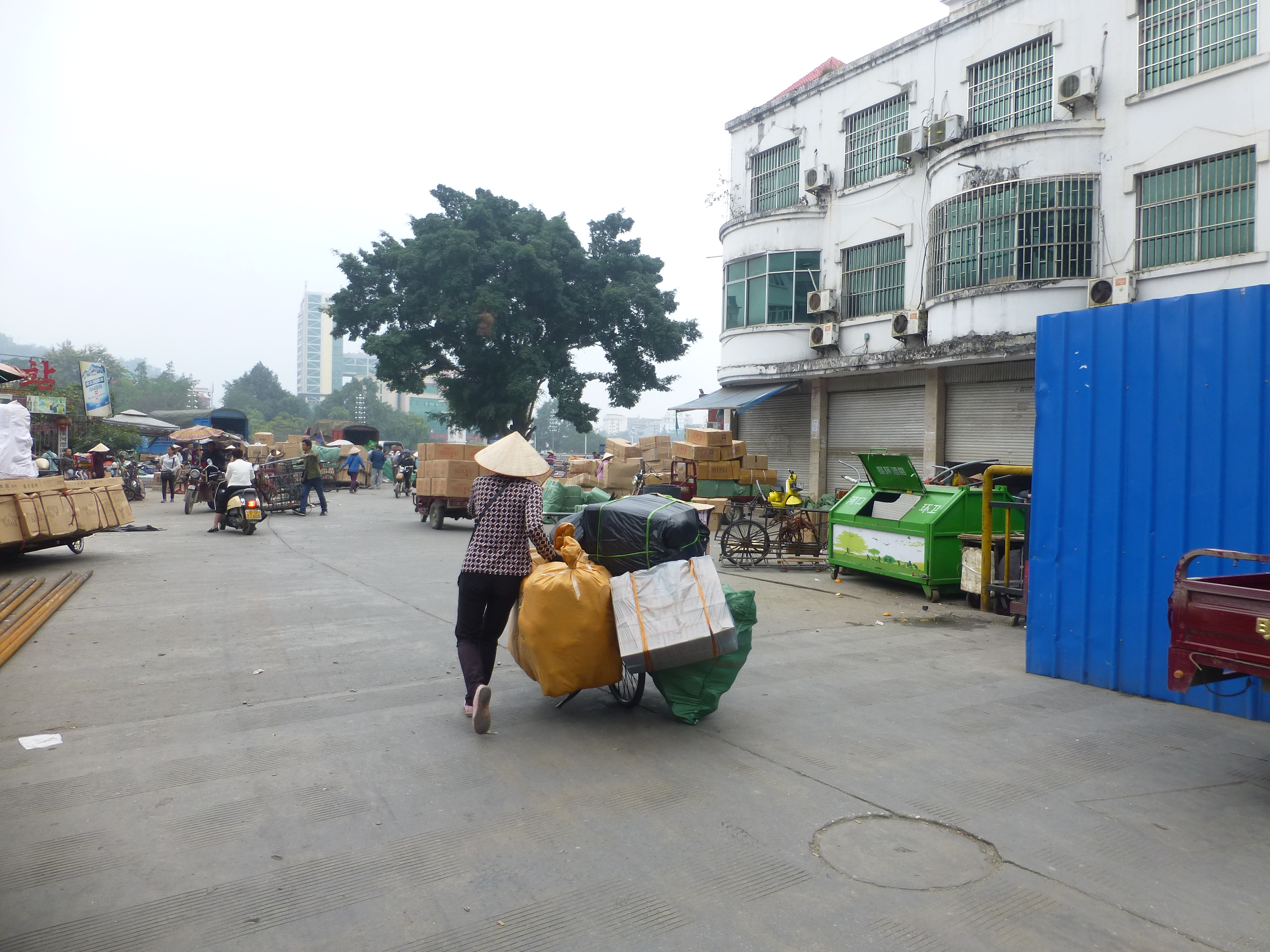
Вьетнамские торговцы с грузовыми велосипедами на пограничном переходе в Хэкоу

После того как страны возобновили торговые связи в 1991 году, объём двусторонней торговли увеличился с 32 млн долларов в 1991 году до почти 7,2 млрд долл. в 2004 году.
В 2012 году товарооборот составил 40 миллиардов долларов, в том числе китайский экспорт — 28,8 млрд долларов.
Экспорт Вьетнама в Китай: нефть, уголь, кофе и продукты питания. 

Экспорт Китая во Вьетнам: фармацевтика, автомобили, нефть, удобрения и автомобильные запчасти.